# Funyo 4 RC
Funyo 4 RC  est une automobile du constructeur français YO Concept destinée uniquement à la compétition et au loisir.

## Caractéristiques
La voiture est une barquette deux places avec un châssis tubulaire et un moteur 2L Peugeot RCC en position transversale arrière.

## Entretien
Annuel :
Le 4 RC requiert une maintenance annuelle raisonnable vis-à-vis de son utilisation sur les circuits :
- Vidange moteur : une huile d'indice 20W60 est recommandée, ainsi qu'un filtre neuf
- Remplacement du pignon de 3e vitesse
- Vidange de boite de vitesses
- Remplacement filtre à essence
- Remplacement des plaquettes de frein

Toutes les 2 à 4 heures de roulage :
- Graissage des rotules
- Nettoyage du filtre à air
- Purge du liquide de freins : indice DOT4 haute performance recommandé

Après chaque roulage :
- Vérification des serrages
- Vérification des jeux
- Vérification du niveau d'huile
- Vérification du niveau de liquide de refroidissement